# Escocia en la Copa Mundial de Fútbol de 1990
La selección de Escocia fue uno de los 24 países participantes de la Copa Mundial de Fútbol de 1990, realizada en Italia. El seleccionado escocés clasificó a la cita de Italia gracias a que obtuvo el segundo lugar del Grupo 5 de la eliminatoria de la UEFA, detrás de su similar de Yugoslavia. El seleccionado escocés, además, sorpresivamente dejó en el camino a la semifinalista del Mundial anterior, Francia, por un punto.
Su desempeño en el Mundial fue irregular y volvió a quedar eliminada en la fase de grupos; cayó ante la más potente del grupo, Brasil, así como ante Costa Rica, equipo revelación, pues era su primer campeonato del mundo y solo fue capaz de vencer a una jovencísima, pero todavía inexperta, selección sueca (que sería semifinalista de la siguiente Eurocopa y del siguiente Mundial) por 2-1.

## Clasificación

### Grupo 5
|            | PJ | PG | PE | PP | GF | GC | Dif | Pts |
| ---------- | -- | -- | -- | -- | -- | -- | --- | --- |
| Yugoslavia | 8  | 6  | 2  | 0  | 16 | 6  | +10 | 14  |
| Escocia    | 8  | 4  | 2  | 2  | 12 | 12 | 0   | 10  |
| Francia    | 8  | 3  | 3  | 2  | 10 | 7  | +3  | 9   |
| Noruega    | 8  | 2  | 2  | 4  | 10 | 9  | +1  | 6   |
| Chipre     | 8  | 0  | 1  | 7  | 6  | 20 | -14 | 1   |

|                       | Bandera de Chipre | Bandera de Francia | Bandera de Noruega | Bandera de Escocia | Bandera de Yugoslavia |
| --------------------- | ----------------- | ------------------ | ------------------ | ------------------ | --------------------- |
| Bandera de Chipre     | –                 | 1 – 1              | 0 – 3              | 2 – 3              | 1 – 2                 |
| Bandera de Francia    | 2 – 0             | –                  | 1 – 0              | 3 – 0              | 0 – 0                 |
| Bandera de Noruega    | 3 – 1             | 1 – 1              | –                  | 1 – 2              | 1 – 2                 |
| Bandera de Escocia    | 2 – 1             | 2 – 0              | 1 – 1              | –                  | 1 – 1                 |
| Bandera de Yugoslavia | 4 – 0             | 3 – 2              | 1 – 0              | 3 – 1              | –                     |

## Jugadores
Entrenador:  Andy Roxburgh
| No. | Pos. | Jugador          | Fecha de nacimiento (edad)         | Apa. | Club                |
| --- | ---- | ---------------- | ---------------------------------- | ---- | ------------------- |
| 1   | POR  | Jim Leighton     | 24 de julio de 1958 (31 años)      | 55   | Manchester United   |
| 2   | DEF  | Alex McLeish     | 21 de enero de 1959 (31 años)      | 69   | Aberdeen            |
| 3   | DEF  | Roy Aitken       | 24 de noviembre de 1958 (31 años)  | 53   | Newcastle United    |
| 4   | DEF  | Richard Gough    | 5 de abril de 1962 (28 años)       | 49   | Rangers             |
| 5   | MED  | Paul McStay      | 22 de octubre de 1964 (25 años)    | 46   | Celtic              |
| 6   | DEF  | Maurice Malpas   | 3 de agosto de 1962 (27 años)      | 34   | Dundee United       |
| 7   | DEL  | Mo Johnston      | 13 de abril de 1963 (27 años)      | 33   | Rangers             |
| 8   | MED  | Jim Bett         | 25 de noviembre de 1959 (30 años)  | 24   | Aberdeen            |
| 9   | DEL  | Ally McCoist     | 24 de septiembre de 1962 (27 años) | 23   | Rangers             |
| 10  | MED  | Murdo MacLeod    | 24 de septiembre de 1958 (31 años) | 14   | Borussia Dortmund   |
| 11  | DEF  | Gary Gillespie   | 5 de julio de 1960 (29 años)       | 11   | Liverpool           |
| 12  | POR  | Andy Goram †     | 13 de abril de 1964 (26 años)      | 9    | Hibernian           |
| 13  | DEL  | Gordon Durie     | 6 de diciembre de 1965 (24 años)   | 6    | Chelsea             |
| 14  | DEL  | Alan McInally    | 10 de febrero de 1963 (27 años)    | 7    | Bayern Munich       |
| 15  | DEF  | Craig Levein     | 22 de octubre de 1964 (25 años)    | 5    | Heart of Midlothian |
| 16  | MED  | Stuart McCall    | 10 de junio de 1964 (25 años)      | 5    | Everton             |
| 17  | DEF  | Stewart McKimmie | 27 de octubre de 1962 (27 años)    | 4    | Aberdeen            |
| 18  | MED  | John Collins     | 31 de enero de 1968 (22 años)      | 4    | Hibernian           |
| 19  | DEF  | David McPherson  | 28 de enero de 1964 (26 años)      | 4    | Heart of Midlothian |
| 20  | MED  | Gary McAllister  | 25 de diciembre de 1964 (25 años)  | 3    | Leicester City      |
| 21  | DEL  | Robert Fleck     | 11 de agosto de 1965 (24 años)     | 1    | Norwich City        |
| 22  | POR  | Bryan Gunn       | 22 de diciembre de 1963 (26 años)  | 1    | Norwich City        |

## Participación

### Primera fase

#### Grupo C
| Equipo     | Pts | PJ | PG | PE | PP | GF | GC | Dif |
| ---------- | --- | -- | -- | -- | -- | -- | -- | --- |
| Brasil     | 6   | 3  | 3  | 0  | 0  | 4  | 1  | 3   |
| Costa Rica | 4   | 3  | 2  | 0  | 1  | 3  | 2  | 1   |
| Escocia    | 2   | 3  | 1  | 0  | 2  | 2  | 3  | -1  |
| Suecia     | 0   | 3  | 0  | 0  | 3  | 3  | 6  | -3  |

| 11 de junio de 1990, 17:00 | Costa Rica  | 1:0 (0:0) | Escocia | Stadio Luigi Ferraris, Génova                                               |                                                                             |
|                            | Cayasso 49' | Reporte   |         | Asistencia: 30.867 espectadores Árbitro(s): Juan Carlos Loustau (Argentina) | Asistencia: 30.867 espectadores Árbitro(s): Juan Carlos Loustau (Argentina) |

| 20 de junio de 1990, 21:00 | Suecia        | 1:2 (1:0) | Escocia                          | Stadio Luigi Ferraris, Génova                                        |                                                                      |
|                            | Strömberg 86' | Reporte   | McCall 11' · Johnston 81' (pen.) | Asistencia: 31.823 espectadores Árbitro(s): Carlos Maciel (Paraguay) | Asistencia: 31.823 espectadores Árbitro(s): Carlos Maciel (Paraguay) |

| 20 de junio de 1990, 21:00 | Brasil     | 1:0 (0:0) | Escocia | Stadio delle Alpi, Turín                                          |                                                                   |
|                            | Müller 81' | Reporte   |         | Asistencia: 62.502 espectadores Árbitro(s): Helmut Kohl (Austria) | Asistencia: 62.502 espectadores Árbitro(s): Helmut Kohl (Austria) |